# Teletón Guatemala
Teletón Guatemala, es un evento benéfico televisivo celebrado anualmente en dicho país desde 1986. Es organizado por la Fundación pro Bienestar del Minusválido (FUNDABIEM). Fue miembro de Oritel.

## Historia

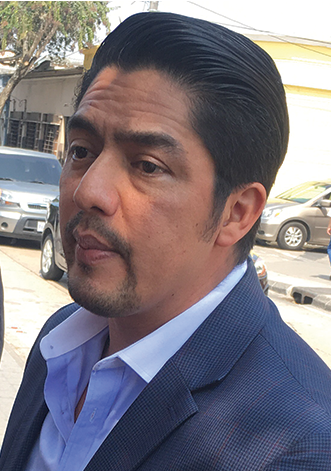
Juan Carlos Eggenberger presidente del Teletón Guatemala desde 2008.

La Teletón de Guatemala se fundó en 1986 por medio del acuerdo gubernativo 415-86 autorizado por el gobierno de Vinicio Cerezo y el apoyo de los canales 3 y 7 (hoy de grupo Albavisión) este se celebró el 7 de diciembre de 1986. No fue hasta 1989 cuando se construye el primer centro de rehabilitación situado en la ciudad de Mixco. Actualmente cuentan con 20 centros de rehabilitación.
En 2009 entra en Guatemala la máquina Lokomat, una máquina llevada desde Suiza que hace caminar al paciente logrando una rehabilitación musculoesquelética.
Desde 1986 han participado múltiples artistas tanto nacionales como internacionales entre ellos Ricardo Arjona, Alex Syntek, Pepe Aguilar, Chichi Peralta, Ruta 69 entre otros.
En 2001 se cancela la teletón debido a una prohibición de la Gobernación Departamental quienes consideraban que la fundación gozaba de estabilidad financiera. En junio de ese año, la fundación solicita la autorización para la realización del evento sin embargo, la titular de gobernación, Lucrecia Marroquín rechazó dicha petición.
La Teletón de 2020 fue la primera edición en donde se involucraron más empresas televisivas ya que desde 1986 a 2019 sólo se transmitía por los canales de Albavisión. Entre ellas son TV Azteca Guate, Canal Antigua, Guatevisión y Nuevo Mundo TV. En esta edición no hubo meta establecida debido a la pandemia del Covid-19.
El 30 de noviembre de 2023 el congreso de la república modificó el presupuesto general del 2024 recortando fondos para la salud, entre ellos Fundabiem.

## Ediciones
| Año  | Lema                              | Meta         | Recaudación  |
| ---- | --------------------------------- | ------------ | ------------ |
| 1986 |                                   | n/a          | Q.785,390    |
| 2001 |                                   | Cancelada    | Cancelada    |
| 2002 |                                   |              |              |
| 2003 |                                   |              |              |
| 2004 |                                   | n/a          |              |
| 2005 |                                   |              |              |
| 2006 |                                   | Q.14 000 000 | Q.8 610 648  |
| 2007 |                                   |              |              |
| 2008 |                                   |              |              |
| 2009 |                                   |              | Q.22 641 706 |
| 2010 | Somos todos                       | Q.20 000 000 | Q.22 345 757 |
| 2011 |                                   | Q.22 345 757 | Q.25 078 435 |
| 2012 | Creer es poder                    | Q.25 078 435 | Q.27 010 868 |
| 2013 |                                   | Q.25 172 000 | Q.26 183 917 |
| 2014 |                                   | Q.26 183 917 | Q.26 220 879 |
| 2015 |                                   | Q.26 220 879 | Q.26 805 215 |
| 2016 | Con todo el corazón               | Q.26 805 215 | Q.28 234 940 |
| 2017 |                                   | Q.27 000 000 | Q.27 301 850 |
| 2018 | Guate es el esfuerzo de todos     | Q.27 301 850 | Q.24 135 420 |
| 2019 | Juntos todo es posible            | Q.24 135 420 | Q.27 332 257 |
| 2020 | Lo más importante es estar juntos | N/D          | Q.16 294 491 |
| 2021 |                                   | Q.16 294 491 | Q.16 295 000 |
| 2022 | Gracias a ti                      | Q.16 295 000 | Q.18 518 958 |
| 2023 | Necios de corazón                 | Q.18 000 000 | Q.19 115 053 |
| 2024 | Necios de corazón                 | Q.19 115 053 | Q.20 632 560 |
| 2025 | El Ton de tu Corazón              | Q.20 632 560 | Q.21 633 423 |

## Canales transmisores
- Canal 3 (desde 1986)
- Canal 7 (años 90 y 2000)
- Canal 11 (años 2000 al presente)
- Guatevisión (desde 2020)
- TV Azteca Guate (2020, desde 2025)
- Canal Antigua (desde 2020)
- Nuevo Mundo TV (desde 2020)